# Deaf, Dumb & Blonde
Deaf, Dumb & Blonde är ett musikalbum från 2016 av Erika Norberg.

## Låtlista
1. "Killer"
2. "Heroes of Heartbreak"
3. "Suckerpunch"
4. "Drama"
5. "Hearts Gone Bad"
6. "Sleeping with a Memory"
7. "Once Upon a Time"
8. "Go Down"
9. "Us Fools"
10. "One for the Road"
11. "Start Your Engine"
12. "Warhoney"